# Silvestre Igoa
Silvestre Igoa Garciandia (ur. 5 września 1920, zm. 31 maja 1969) – hiszpański piłkarz.
Przez większość kariery zawodniczej związany był z dwoma klubami: Valencia CF i Real Sociedad. Piłkarzem klubu z Walencji był w latach w 1941-1950. W tym czasie w lidze rozegrał blisko 168 spotkań i zdobył 81 bramek. W 1942, 1944 i 1947 został mistrzem Hiszpanii. Sięgnął po Copa del Generalísimo (ówczesna nazwa Pucharu Króla, czyli Pucharu Hiszpanii) w 1949. W Sociedad grał w między 1950 a 1956 rokiem, karierę kończył w Grenadzie. W reprezentacji Hiszpanii debiutował 21 marca 1948 w meczu z Portugalią i do 1950 w barwach kraju rozegrał 10 spotkań i strzelił 7 bramek. Brał udział w MŚ 50, na których Hiszpania zajęła czwarte miejsce, a Igoa zdobył dwie bramki w turnieju.

## Sukcesy
Valencia CF
- Mistrzostwo Hiszpanii → 1942, 1944 i 1947
- Puchar Hiszpanii → 1949

Hiszpania
- Mistrzostwa Świata w Piłce Nożnej 1950 → 4. miejsce